# ディープ・ドランカーズ
ディープ・ドランカーズは、日本のプロレス団体DRAGON GATEで活動していたヒールユニット。一時期、新井健一郎のみでの活動ということにもなっていた。

## 経歴
ヒールユニットとして2年に渡り活動してきたREAL HAZARDが横須賀享、K-ness.の加入を契機に、K-ness.が、2009年後期から始まったベテラン軍と新世代軍の世代闘争にREAL HAZARDを「第2世代軍」として参入することを表明する。
クネスカとそれに同調した堀口元気らは正攻法の戦いを展開するが、世代闘争に関心がなく従来通りに傍若無人に振る舞う新井健一郎、神田裕之、菅原拓也、Kzyとの間に確執が生じる。
そして、2010年2月7日の博多スターレーン大会で両派の亀裂は決定的なものとなり、REAL HAZARDは真っ二つに分裂する。堀口は欠場中の斎藤了の加入を条件にWARRIORSへ合流。クネスカはどのユニットにも組せず独自に活動する。
一方、残った新井・神田派は2010年3月、「REAL HAZARDのブランドに価値はなくなった」として、新ユニット「ディープ・ドランカーズ」として活動することを表明。
ユニットロゴの落武者は、お笑いコンビの米粒写経の居島一平のデザインとのこと。
3月の両国大会では、クネスカと、4対2のハンディキャップマッチで対戦して圧勝する。
5月の愛知大会で、オープン・ザ・トライアングルゲートに、神田＆菅原＆Kzyで挑戦、王者組の曙＆モチフジを撃破、王座を獲得する。
9月17日、谷嵜なおきがWORLD-1を裏切り加入。
10月13日、WORLD-1との敗者解散タッグマッチで敗れ解散するが、土井成樹がWORLD-1を裏切り新ユニット結成を宣言、この際に新井は追放される。
その後は新井健一郎が1人でも継続ということで、1人ディープドランカーズとして活動していた。

## メンバー
- 新井健一郎（リーダー）
- 神田裕之
- 菅原拓也
- 谷嵜なおき
- Kzy